# المعهد الاستشاري والعلاجي في براغ
المعهد الاستشاري والعلاجي في براغ هو معهد خاص تديره شركة الأعمال العامة للاستشارات التقدمية، ويقدم خدمات في مجال الرعاية النفسية الجسدية. ورئيس المعهد هو الطبيب النفسي يارميلا كليوفا 
يظهر الجدل حول أساليب المعهد  عندما تم بث الفيلم الوثائقي Infiltrace: Obchod se zdravím (التسلل: الأعمال الصحية) بواسطة التلفزيون التشيكي في 21 مايو 2018. كشف الفيلم الوثائقي أن الشركة تستخدم تقنيات غير أخلاقية على حساب مرضاها لتحقيق مكاسب مالية، بما في ذلك العلوم الزائفة والتلاعب والتحريض على الخوف من السرطان والقلق. تقدم AKTIP الفحوصات والشفاء عن طريق الأجهزة  والمستحضرات المثلية ذات الفعالية المشكوك فيها لمختلف الأمراض الجسدية، بما في ذلك أمراض الغدة الدرقية. على الرغم من وجود أطباء على الموظفين، إلا أن هذه المؤسسة ليست مقدمًا شرعيًا للخدمات الصحية. وهي ليست مرفقا طبيا.

## جائزة جراتيك بولدر في فئة الفرق2016
AKTIP هو حائز على جائزة صخرة فضية غير منتظمة في فئة الفرق لعام 2016. "يلتقي العميل النهائي هنا بالرعاية الخيالية في مجموعة واسعة من التخصصات. سيتم علاج مشاكله المعقدة من قبل عالم الجرافولوجيا، وسيقوم خبير في التشخيص الشرقي والعلاج بالرنين الحيوي أيضًا بتوفير جزء من المعلومات. إذا فشل، فسيظهر جهاز ANESA المعجزة، المعروف باسم محلل الدم AMP غير الغازي (جائزة Golden Erratic Boulder لعام 2011)، "قال سيسيفوس.
كما يستشهد ممثلوها في تقرير الجوائز بتصريح رئيس AKTIP Jarmila Klímové بأن جسم الإنسان مستعد لمدة 400 عام من الحياة. "إذا عشنا حقًا بساعات بيولوجية فقط، فقد نكون في راحة بين 380 و 460 عامًا، لأن هذا العمر تم إعداده لأجسامنا... ولماذا نعيش 60 أو 80 عامًا فقط ؟ لا، لأن التأثير الأهم خارج أنفسنا، والذي يؤثر بشكل أساسي على طول الحياة ونوعيتها، لا نقبل ".

## الاستجابة العامة المهنية
تم انتقاد ممارسات AKTIP بالفعل من قبل الجمعية التشيكية لعلم الأورام في عام 2014. تم تقييم الإجراءات التي يستخدمها موظفو AKTIP بشكل نقدي من قبل الأطباء (f.ex. من قبل طبيب القلب فيرا أدمكوفا) وصف عالم النفس بيتر فايس ممارسات AKTIP بأنها اختلاقات دجال، واحتيال، وأنشطة سحب الأموال.
وفقًا لرئيس الغرفة الطبية التشيكية ميلان كوبكا، يمكن حل موقف AKTIP في المستقبل من خلال قانون بشأن المعالجين من شأنه أن يجبر «جميع مؤسسات الدجال» على التسجيل الإلزامي. «هذه المؤسسة تبدو وكأنها منشأة طبية فقط، وهذه عملية احتيال من وجهة نظري».
نشرت شركة سيسيفوس ، ردًا على قضية AKTIP، مقالًا يحلل مبادئ بعض الأجهزة التي يستخدمها «المستشارون» الأفراد في AKTIP. وتعرب هذه المادة أيضا عن قلقها لأن برنامج AKTIP ليس حالة استثنائية، ولكنه ظاهرة شائعة إلى حد ما بين المؤسسات التي تقدم خدمات الطب البديل.

## نهاية الانشطة
في 8 مايو 2019، أعلنت AKTIP إنهاء أنشطتها.

## الروابط
المراجع
1. ↑  "المجموعة التقدمية". Progressive group (باللغة التشيكية). اطلع عليه بتاريخ 20 أغسطس 2018. نسخة محفوظة 2023-04-05 على موقع واي باك مشين.
2. ↑  "جهات اتصال AKTIP". AKTIP (باللغة التشيكية). اطلع عليه بتاريخ 20 أغسطس 2018. نسخة محفوظة 2023-04-10 على موقع واي باك مشين.
3. ↑  "واي باك ماشين بحث جوجل". AKTIP in news (باللغة التشيكية). من الأصل في 20 أغسطس 2018. اطلع عليه بتاريخ 20 أغسطس 2018.
4. ↑  "KARDiVAR - vyšetření stavu ANS". AKTIP - Produkty a služby (باللغة التشيكية). مؤرشف من الأصل في 13 أغسطس 2018. اطلع عليه بتاريخ 20 أغسطس 2018.
5. 1 2  ميكسنيروفا ، ساركا (21 مايو 2018). "Infiltrace: Obchod se zdravím". التلفزيون التشيكي (باللغة التشيكية). نسخة محفوظة 2022-12-28 على موقع واي باك مشين.
6. ↑  "قانون الخدمات الصحية (Zákon o zdravotnických službách, §2, No. 372/2011 Coll.)". zakonyprolidi.cz (باللغة التشيكية). اطلع عليه بتاريخ 20 أغسطس 2018. نسخة محفوظة 2023-05-06 على موقع واي باك مشين.
7. ↑  "Stříbrný Bludný balvan v kategorii družstev za rok 2016 - Konzultační a terapeutický institut Praha za posílení imaginární složky komplexní medicíny". sisyfos.cz (باللغة التشيكية). 24 مارس 2017.
8. ↑  كيلوفا ، فيرا (28 سبتمبر 2016). "Jarmila Klímová: Jak se dožít 400 let" (باللغة التشيكية). رقم ماغازين. مركز الأخبار التشيكية a.s. E15.cz. نسخة محفوظة 2023-04-06 على موقع واي باك مشين.
9. ↑  "Otázky a odpovědi k aktivitám institutu Aktip". Pacient a rodina (باللغة التشيكية). ČOS ČLS JEP. 16 أغسطس 2014. نسخة محفوظة 2023-04-07 على موقع واي باك مشين.
10. ↑  مازانكوفا ، هانا (25 مايو 2018). "Jsem nesmírně uražen, jsou to šarlatánské výmysly, říká k praktikám Aktip psycholog Weiss" (باللغة التشيكية). Český rozhlas. iRozhlas.cz.
11. ↑  ساتلر ، روبرت (29 مايو 2018). "Aktip se pouze tváří jako zdravotnické zařízení a to je z mého pohledu podvod, říká šéf lékařské komory". lidovky.cz (باللغة التشيكية). مافرا أ. س. نسخة محفوظة 2023-04-06 على موقع واي باك مشين.
12. ↑  شراميك ، يارومير (5 يونيو 2018). "Sisyfos: Kauza AKTIP není o selhání jednotlivců, ale o problému s metodami, které alternativní medicína využívá". sisyfos.cz (باللغة التشيكية).
13. ↑  منشور حول إنهاء الأنشطة

روابط خارجية
- التسلل: فيلم وثائقي عن الأعمال التجارية الصحية (باللغة التشيكية) ، التلفزيون التشيكي ، 21. 5. 2018
- AKTIP - معهد الاستشارات والعلاج براغ (باللغة التشيكية) صفحة الويب الرسمية